# Göyçay
Göyçay (traslitterato in Goychay) è una città dell'Azerbaigian, capoluogo dell'omonimo distretto.